# Callilepis lambai
Espèce
Callilepis lambai est une espèce d'araignées aranéomorphes de la famille des Gnaphosidae.

## Distribution
Cette espèce est endémique d'Inde. Elle se rencontre au Karnataka, au Madhya Pradesh et au Pendjab.

## Description
La femelle holotype mesure 8,00 mm.

## Étymologie
Cette espèce est nommée en l'honneur de B. S. Lamba.

## Publication originale
- Tikader & Gajbe, 1977 : Studies on some spiders of the genera Gnaphosa Latreille and Callilepis Westring (family: Gnaphosidae) from India. Records of the Zoological Survey of India, vol. 73, p. 43-52 (texte intégral).